# 姫路市立動物園

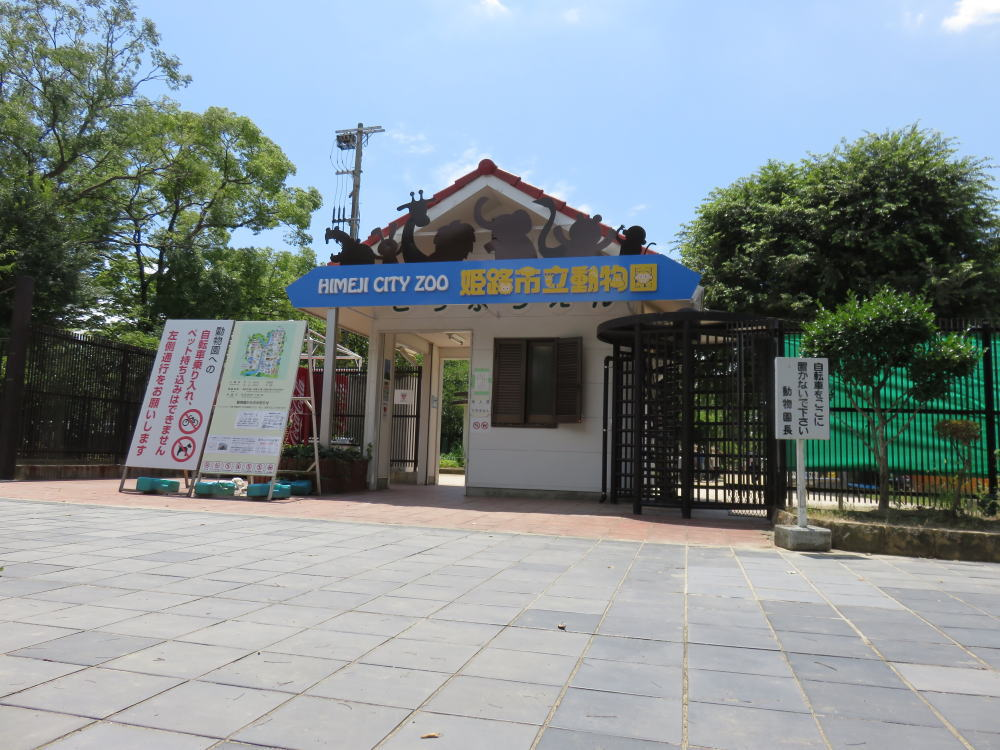
北側出入口

姫路市立動物園（ひめじしりつどうぶつえん）は、兵庫県姫路市の姫路公園内、姫路城（世界遺産）三の丸広場に隣接する動物園。博物館法に基づく兵庫県教育委員会指定施設（博物館に相当する施設）である。
1951年（昭和26年）12月1日にサンフランシスコ講和条約調印を記念して開園。1955年（昭和30年）には博物館相当施設に指定されている。2011年（平成23年）現在、およそ120種400点の動物を飼育している。年間入園者数は約40万人。毎年12月下旬に当年から翌年への干支動物の引き継ぎ式を行っている。
施設の老朽化や狭隘化、また姫路城内堀の復元計画や特別史跡内にあることから大規模な拡張が不可能なため、姫路市では2024年（令和6年）6月に城外への移転を決定した。

## 沿革
- 1951年（昭和26年） - 開園。当初の飼育動物は16種56点。タイからアジアゾウが寄贈され名前は公募で｢姫子｣と命名。
- 1958年（昭和33年） - ラマ、ホッキョクグマ来園。チンパンジーの食事作法の曲芸を披露（現存せず）。
- 1963年（昭和38年） - ジェフロイクモザルの自然繁殖で日本動物園水族館協会の繁殖賞受賞。
- 1973年（昭和48年） - レッサーパンダ来園。
- 1982年（昭和57年） - 剥製展示室完成。
- 1985年（昭和60年） - 姫路市と姉妹都市の関係にあるオーストラリアのアデレード市からミナミケバナウォンバット、オオカンガルー､アカカンガルー来園。
- 1993年（平成5年） - シロカケイの人工授精で日本動物園水族館協会の繁殖賞受賞。
- 1994年（平成6年） - アジアゾウの姫子（初代）が死亡し二代目が来園。酒を飲むゴリラの「ゴン太」が死亡。
- 1999年（平成11年） - 風貌で人気のあったオタリアの「ごんぞう」が死亡。
- 2000年（平成12年） - アフリカからツチブタ来園。
- 2001年（平成13年） - 開園50周年記念行事。
- 2005年（平成17年） - 累計入園者2,500万人を越える。
- 2006年（平成18年） - ミミキジの人工授精に日本で初めて成功する。ミミキジとベニジュケイの人工授精で日本動物園水族館協会の繁殖賞受賞。
- 2020年（令和2年）- 
  - 最後のツチブタ死亡
  - シンボル的存在であったアジアゾウの姫子（二代目）が死亡[8]。

## 飼育動物
飼育動物の愛称は姫路にちなんで「姫」のつくものが多い。
- アミメキリン - メスの姫リン（ひめりん）とオスのコウスケ。
- レッサーパンダ
- オジロワシ - 天然記念物。

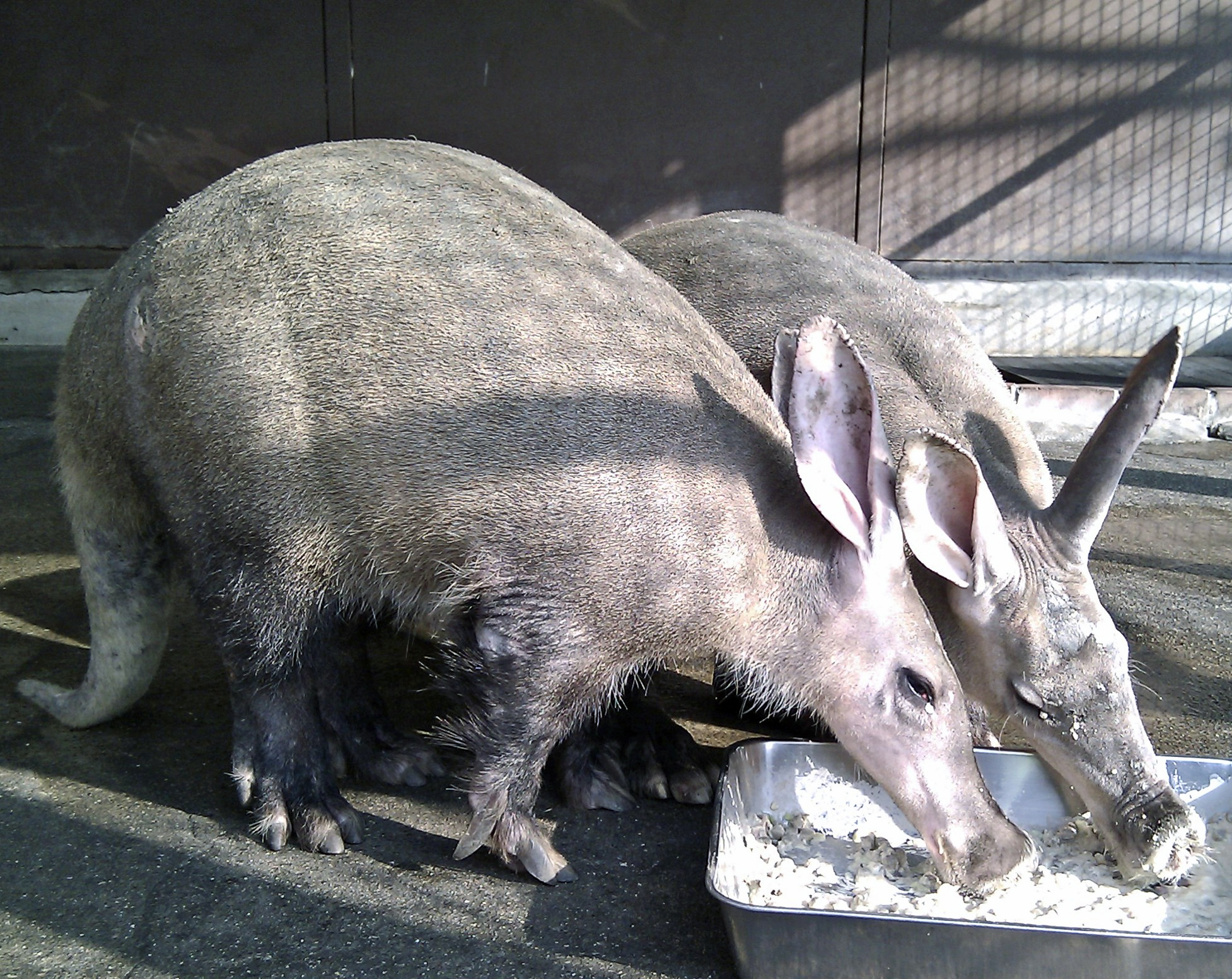
ツチブタ
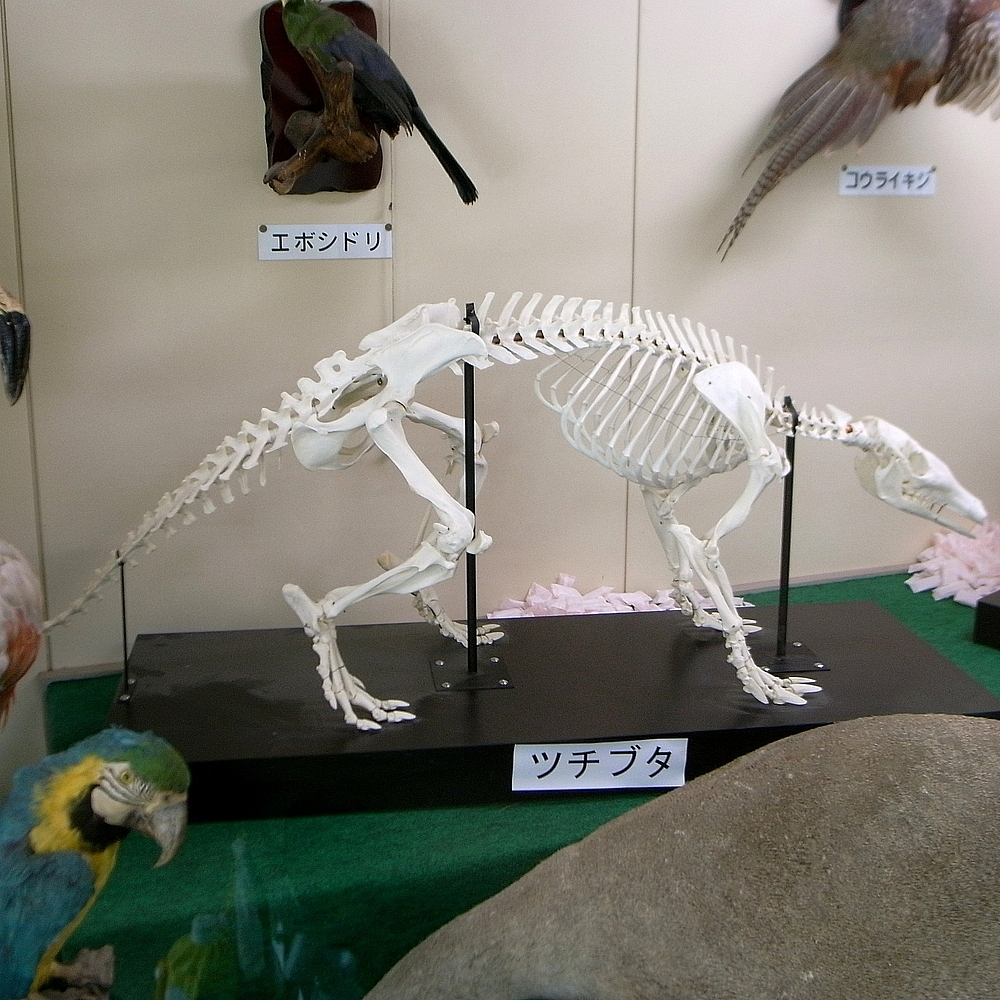
ツチブタの骨格標本
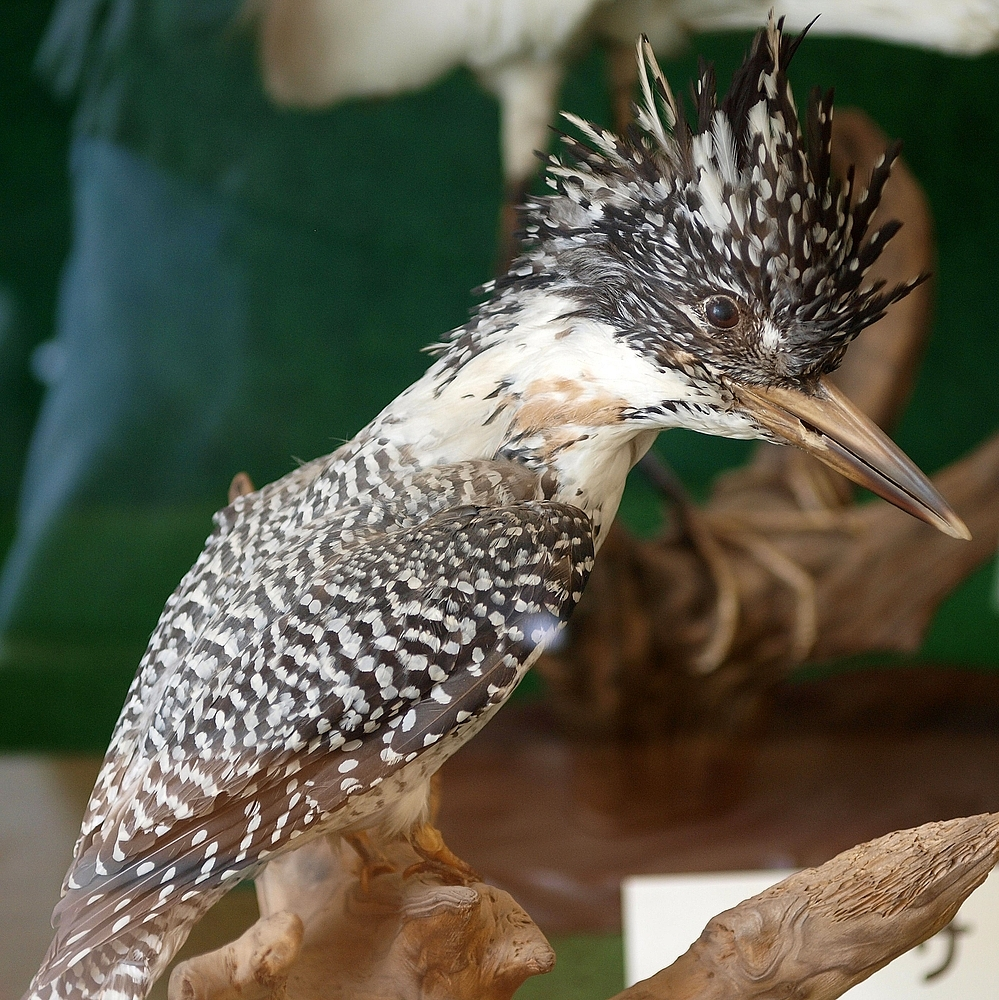
ヤマセミの剥製
- 2010年のホッキョクグマ

### 過去に飼育していた主な動物
- ホッキョクグマ - 2002年3月、オスの「ホクト」とメスの「ユキ」がセルビアから来園。繁殖が行われたが成功しないまま繁殖可能年齢の上限（20歳前後）に近づいたため、2019年にユキが秋田県の男鹿水族館へ、2020年にホクトが北海道の旭山動物園へ移籍。現地で新たなペアを組んで繁殖を目指すこととなった[9]。
- ツチブタ - 2020年5月8日に最後の個体が死亡した。
- アジアゾウ

### 猛禽類関連の展示
姫路市立動物園では2010年ごろから白い綿毛状の物体「ケサランパサラン」を展示しているが、姫路市立動物園に展示されているものは猛禽類が餌を消化しきれずに吐き出した羽根の塊であることがわかっており、猛禽類の生態を知ってもらうための企画として展示されている。

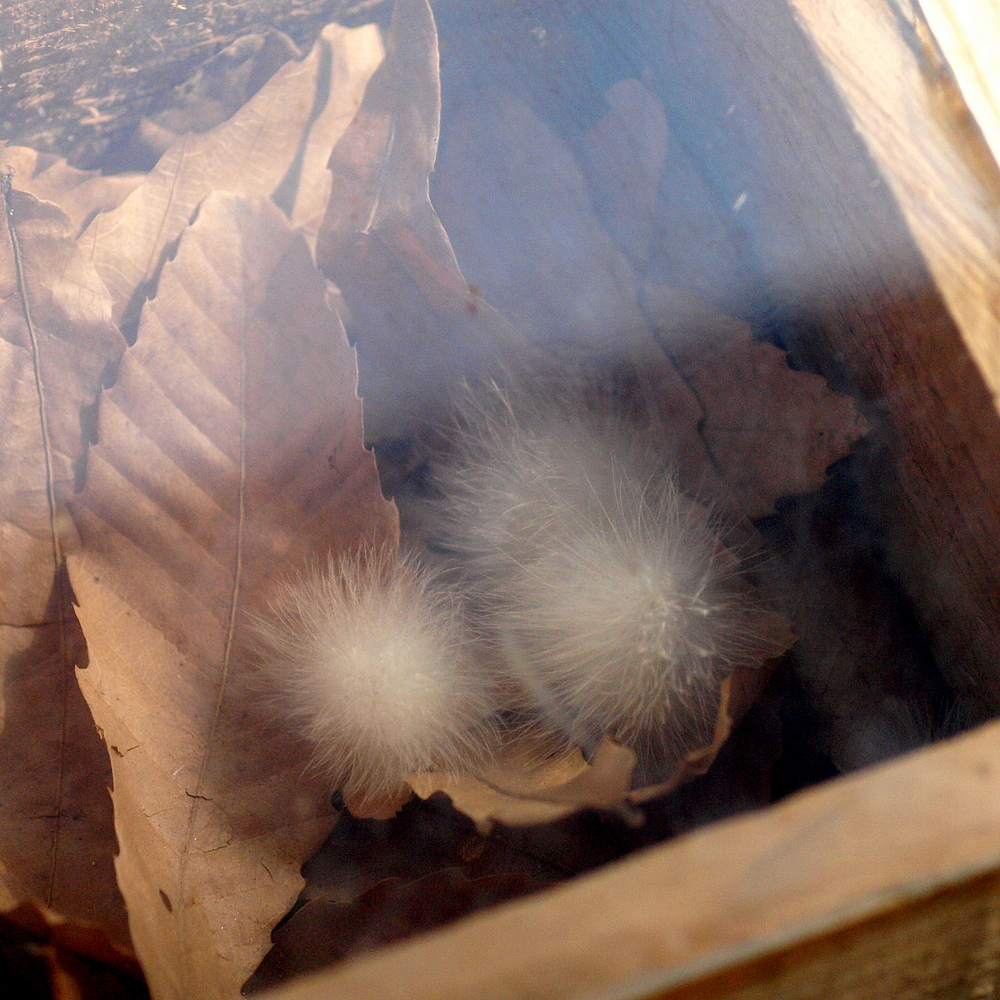
ケサランパサラン

## 施設
- 剥製展示室 - 園内で亡くなった飼育動物などを展示。骨格標本もある。
- ふれあい広場 - モルモット、ヤギ、羊、アヒル、ブタなどを直に触ることが出来る。
- ミニ牧場など - ニワトリや乳牛などを展示。
- 遊具施設 - 飛行機塔や観覧車、マジックハウス、モノレールなどがある。1952年（昭和27年）に設置された施設もあり、多くの施設は老朽化が進んでいるものの現在も稼働中。ゲームコーナーには平日稼働していないものがある。
- 「どんぐりポスト」あり（タヌキ、モモンガ、オシドリなど）、園内で[11]。

## ナイトZOO
姫路お城まつり開催日やサポーター対象に夜間に入園できる「ナイトZOO」を開催している。

## 移転計画
姫路市では2024年（令和6年）6月に城外への移転を決定した。姫路城を江戸時代の当時に復元し、文化遺産としての価値を高めることなどを目的としている。候補地としては手柄山中央公園などが検討されており、跡地では作事場の復元や埋め立てられた内堀の整備が計画されている。一方で2024年12月の姫路市議会経済観光委員会では、ヒグマやライオンなど高齢の大型動物やサルなど群れで行動する動物について、新たな受け入れ先を探すのに難航していることが明らかとなった。